# Cayaponia noronhae
Cayaponia noronhae är en gurkväxtart som beskrevs av Charles Jeffrey. Cayaponia noronhae ingår i släktet Cayaponia och familjen gurkväxter. Inga underarter finns listade i Catalogue of Life.